# Lodewijk van den Berg
Pour les articles homonymes, voir van den Berg.
Lodewijk van den Berg, né le 24 mars 1932 aux Pays-Bas et naturalisé américain et mort le 16 octobre 2022, est un ingénieur chimiste spécialisé dans la cristallogenèse qui a volé à bord de la navette spatiale Challenger en 1985 en tant que spécialiste de charge utile.
Il est le premier astronaute né aux Pays-Bas, un fait souvent passé sous silence dans ce pays parce qu'il était déjà naturalisé américain à l'époque du vol. 

## Biographie

### Formation et début de carrière

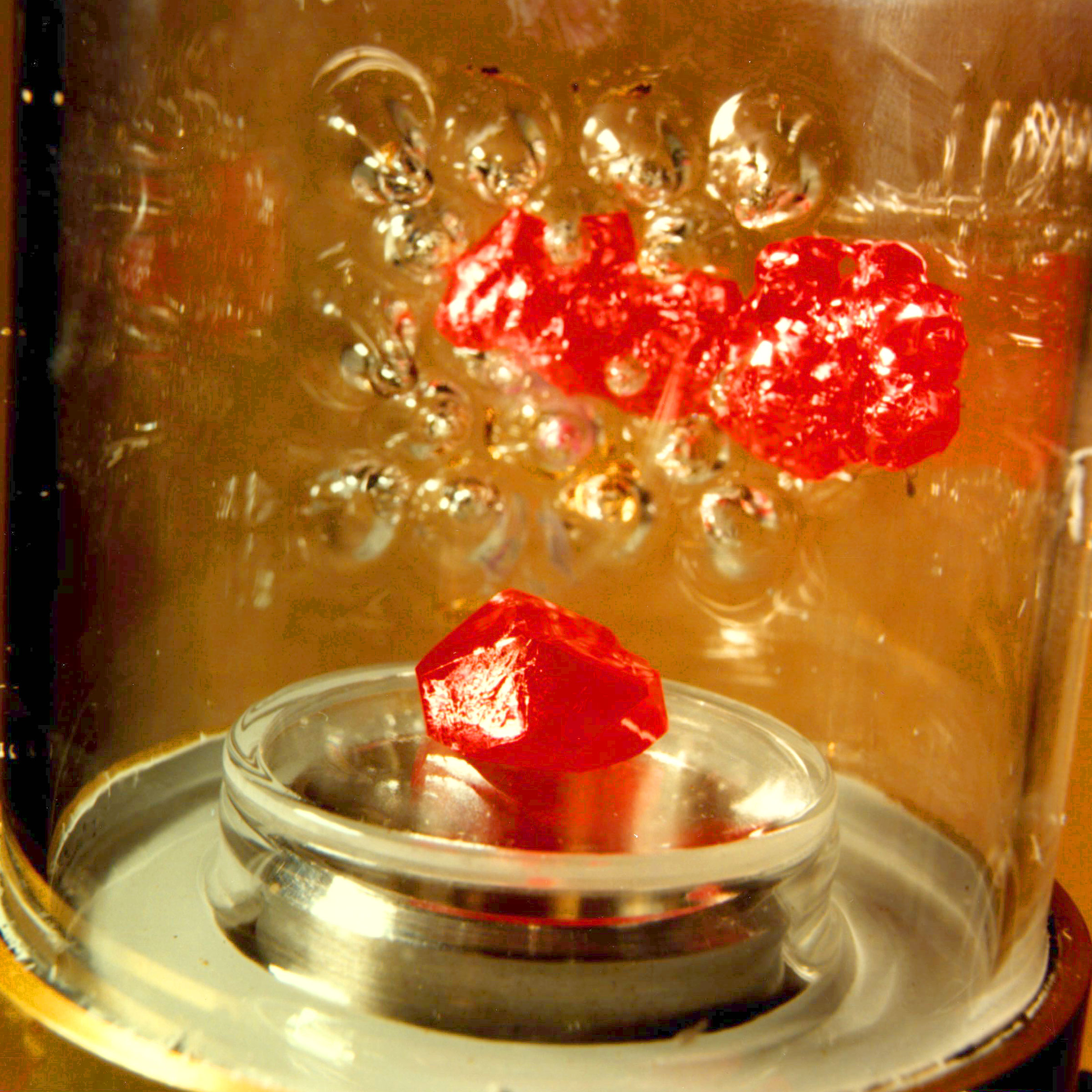
Un cristal dans le four du VCGS.

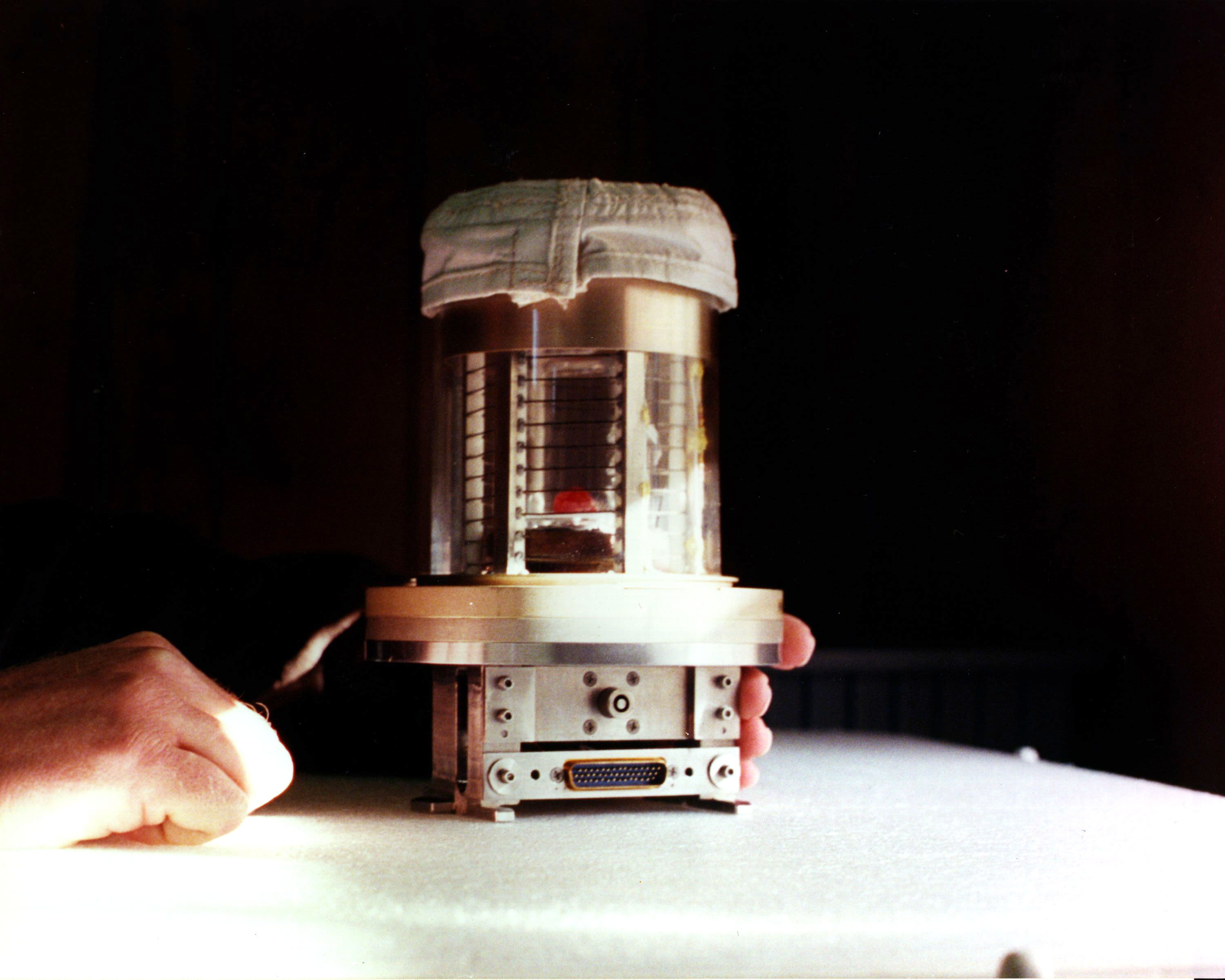
Le VCGS du vol STS-51-B.

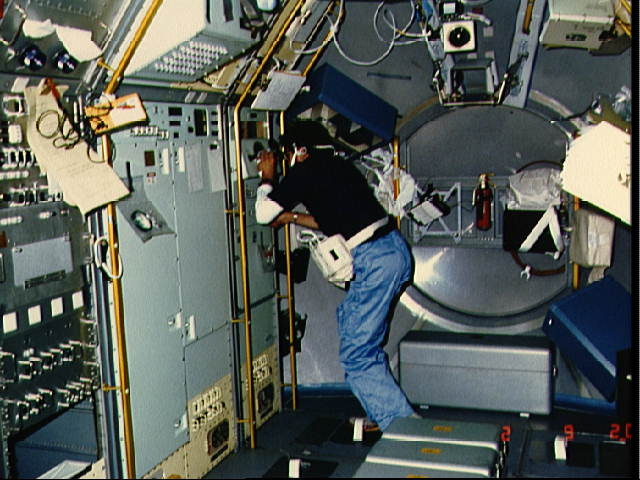
Lodewijk van den Berg observant une cristallogenèse à bord de Spacelab.

Lodewijk van den Berg naît le 24 mars 1932 à Sluiskil aux Pays-Bas. Il fait ses études aux Pays-Bas où il suit des cours à l'Université de technologie de Delft de 1949 à 1961 et obtient son diplôme d'ingénieur en génie chimique. Il s'installe alors aux États-Unis pour continuer ses études à l'Université du Delaware où il obtient une maîtrise en sciences appliquées, puis un doctorat dans la même discipline.
Il est ensuite employé chez EG&G Energy Measurements à Goleta (Californie) où il travaille dans le domaine de la cristallogenèse. EG&G était une entreprise de défense pour le gouvernement américain et traitait donc d'informations sensibles. Cela contraint Van den Berg à se faire naturaliser citoyen américain, en 1975. Il passe de nombreuses années à superviser la préparation de matériaux cristallins et devient un très grand spécialiste des techniques de croissance en phase gazeuse. Il s'intéresse plus particulièrement aux cristaux de iodure de mercure II (HgI2) et à leurs applications à l'industrie nucléaire comme détecteurs de rayons gamma. Durant son travail chez EG&G, Van den Berg demande à la NASA la permission de conduire des expériences de cristallogenèse dans l'espace, et il l'obtient.

### Vol spatial

#### Sélection
Lodewijk van den Berg et ses collègues conçoivent un système de cristallogenèse en phase gazeuse (le EG&G Vapor Crystal Growth System, abrégé VCGS) pour le vol en navette spatiale. L'expérience nécessite un opérateur présent en cours de vol ; la NASA juge qu'il serait plus facile de faire d'un spécialiste en cristallogène un astronaute que le contraire. La NASA demande par conséquent à EG&G et Van den Berg une liste de huit personnes capables de mener l'expérience dans l'espace et de devenir un spécialiste de charge utile. Van den Berg et son chef, Dr Harold A. Lamonds, parviennent seulement à réunir sept noms. Lamonds propose donc de rajouter Van den Berg à la liste, ajoutant avec une note d'humour qu'en raison de son âge, ses lunettes énormes et sa petite force physique, il serait probablement éliminé dès le premier tour, mais qu'au moins ils auraient huit noms. Van den Berg accepte tout en considérant que sa sélection ne serait pas réaliste,.
Le premier tour de la sélection retient quatre candidats en évaluant seulement leurs compétences scientifiques dans le domaine en question. Van den Berg le passe assez facilement. Les quatre candidats présélectionnés sont soumis à des tests physiques et mentaux, que Van den Berg réussit également. Deux autres sont éliminés à cause de possibles problèmes cardiaques. Van den Berg fait donc partie des deux derniers candidats, or la NASA entraîne toujours deux astronautes, un principal et un recours. En 1983, il commence sa formation d'astronaute. Six mois avant la mission, la NASA lui annonce à sa grande surprise qu'il est l'astronaute principal. Lorsqu'il s'envole pour l'espace, il a 53 ans, ce qui fait de lui l'un des plus vieux astronautes non professionnels,.

#### STS-51-B
Pour un article plus général, voir STS-51-B.
Lodewijk van den Berg est assigné comme spécialiste de charge utile sur la navette spatiale Challenger pour le vol STS-51-B (29 avril 1985, Centre spatial Kennedy, Floride — 6 mai 1985, Edwards Air Force Base, Californie), embarquant la mission Spacelab 3. Il s'agissait de la première mission opérationnelle de Spacelab. L'équipage, constitué de sept hommes, a étudié la croissance des cristaux, la spectroscopie de traces de gaz dans l'atmosphère, la simulation atmosphérique solaire et planétaire, les rayons cosmiques, et la surveillance médicale de l'homme et des animaux de laboratoire.
Co-chercheur sur l'expérience VCGS, Van den Berg est responsable de la partie du dispositif concernant la cristallogenèse. Il possède des connaissances poussées sur le VCGS et le Fluid Experiment System (FES) et a participé à tous les examens scientifiques majeurs de ces systèmes.
À la fin de la mission, Van den Berg avait voyagé sur près de 4,7 millions de kilomètres, soit 110 tours de Terre, et passé plus de 168 heures dans l'espace.

### Carrière après la NASA
Après son retour sur Terre, Lodewijk van den Berg continue de travailler sur des expériences de cristallogenèse chez EG&G en Californie et devient le chef de la section de science des matériaux. Plus tard, il déménage en Floride pour devenir scientifique en chef à la Constellation Technology Corporation. Alors âgé de 72 ans, il continue à travailler jusqu'à quarante heures par semaine sur la croissance des cristaux, qu'il compare au jardinage. Les cristaux d'iodure de mercure, ceux dont il s'occupe, sont utilisés pour construire des détecteurs précis de radioactivité. Ces détecteurs ont des applications médicales et sont utilisés par l'industrie de la défense et l'Agence internationale de l'énergie atomique.
Il revient aux Pays-Bas une fois tous les deux ans. En 2004, il a été le sujet d'un documentaire court de Netwerk intitulé L'« astronaute oublié ».
En 2005, il résidait en Floride et travaillait comme scientifique en chef pour la Constellation Technology Corporation.

### Famille
Lodewijk van den Berg est marié et a deux enfants. 

## Hommage
Le 28 septembre 2007, l'astéroïde de la ceinture principale 11430 (9560 P-L) a été nommé d'après lui et désormais connu sous le nom de (11430) Lodewijkberg. L'astéroïde a été découvert le 17 octobre 1960 par Cornelis Johannes van Houten et Ingrid van Houten-Groeneveld à l'observatoire de Leyde, où ils étudiaient des plaques photographiques prises par Tom Gehrels grâce au Samuel Oschin Schmidt Telescope de l'observatoire du Mont Palomar.

## Publications académiques
- (en) « Fabrication of mercuric iodide radiation detectors », Lodewijk van den Berg et Ron D. Vigil, Nuclear Instruments and Methods in Physics Research Section A: Accelerators,Spectrometers, Detectors and Associated Equipment, volume 458, numéros 1-2, 1er février 2001, p. 148-151
- (en) « Improved yield of high resolution mercuric iodide gamma-ray spectrometers », Vernon Gerrish et Lodewijk van den Berg, Nuclear Instruments and Methods in Physics Research Section A: Accelerators, Spectrometers, Detectors and Associated Equipment, volume 299, numéros 1-3, 20 décembre 1990, p. 41-44